# Aristida portoricensis
Aristida portoricensis är en gräsart som beskrevs av Pilg.. Aristida portoricensis ingår i släktet Aristida och familjen gräs. Inga underarter finns listade i Catalogue of Life.